# Silene panjutinii
Silene panjutinii är en nejlikväxtart som beskrevs av Alfred Alekseevich Kolakovsky. Silene panjutinii ingår i släktet glimmar, och familjen nejlikväxter. Inga underarter finns listade i Catalogue of Life.